# Paul Philipp
Paul Philipp (Dommeldange, 21 ottobre 1950) è un allenatore di calcio ed ex calciatore lussemburghese, di ruolo centrocampista.
Dal 2004 è il presidente della Federazione calcistica del Lussemburgo.

## Palmarès

### Giocatore

#### Competizioni nazionali
- Campionato lussemburghese: 2

Avenir Beggen: 1968-1969, 1983-1984
- Coppa del Lussemburgo: 1

Avenir Beggen: 1983-1984
- Coppa di Lega belga: 1

Standard Liegi: 1974-1975

#### Competizioni internazionali
- Coppa Piano Karl Rappan: 1

Standard Liegi: 1974